# Timbiras (ort)
Timbiras är en ort i Brasilien.   Den ligger i kommunen Timbiras och delstaten Maranhão, i den nordöstra delen av landet, 1 400 km norr om huvudstaden Brasília. Timbiras ligger 36 meter över havet och antalet invånare är 17 875.
Terrängen runt Timbiras är huvudsakligen platt. Timbiras ligger nere i en dal.
Omgivningarna runt Timbiras är huvudsakligen savann. Runt Timbiras är det ganska glesbefolkat, med 27 invånare per kvadratkilometer.